# Masia Ribalta (Tàrrega)
Masia Ribalta és una obra de Tàrrega (Urgell) protegida com a Bé Cultural d'Interès Local.

## Descripció
Situada al Camí Ral, entre Tornabous i Tàrrega, a les proximitats del Canal d'Urgell.
La Masia Ribalta és l'habitatge de la família que regenta el conjunt d'edificis que s'emplacen a l'indret, un complex dedicat a l'explotació agrària que compta amb edificis de nova planta o rehabilitats, annexos a la masia. L'edifici és de planta basilical i està distribuït amb una planta baixa i dos pisos. Al seu davant s'hi obre una era pavimentada que està delimitada frontalment per un paredat i una porta amb reixes de ferro forjat que la separen i protegeixen de l'entorn. La coberta de la masia és a dues vessants amb el carener perpendicular a la façana principal i amb el ràfec sobresortint lleugerament. El paredat es presenta arrebossat i pintat de blanc però deixa a la vista la pedra de les cadenes cantoneres i els emmarcaments de les diferents obertures. La façana principal té tres eixos de composició vertical amb les obertures que van reduint les mides a mesura que s'alça el nivell que ocupen. A la planta baixa hi ha tres obertures, una al centre, de majors dimensions i amb l'arc rebaixat, i dues que la flanquegen, amb l'arc pla i un guardapols cadascuna. A la segona planta, un balcó independent s'obre a l'eix central de l'edifici i dues finestres d'arc pla el flanquegen. Al darrer nivell, s'hi obren tres finestres, la central d'arc rebaixat i les altres d'arc pla. A la façana principal hi destaca un rellotge de sol i la inscripció de la data 1808. En conjunt destaca per ser el complex rural més complet del territori.